# Galileo (computersysteem)
Galileo GDS is een Amerikaanse real time Globaal Distributie Systeem database, ontworpen voor luchtvaartreserveringen (lijndiensten). Galileo is in staat om vele soorten reserveringen te beheren, zoals reserveringen voor hotels, autohuur en chartervluchten.
- De centrale Galileo-database staat in Denver (VS).
- Sinds augustus 2006 is Galileo is onderdeel van Travelport, dat ook eigenaar is van Orbitz en Ebookers, een van de drie grootste internetportalen voor reizen.
- Het Galileosysteem gebruikt de Capps- en Capps II- programma's om passagiers die een mogelijk risico vormen op te sporen.
- Als CRS valt Galileo onder de Europese CRS Code of Conduct (1989).

Naast Galileo zijn er nog meer CRS-systemen zoals het Amerikaanse: Worldspan en Sabre, en de Europese Amadeus GDS.

## Netwerk
Galileo International is een dochtermaatschappij van Travelport, en werkt samen met de eigen internetportalen/verkoopkanalen, CRS en vastgoed diensten van Cendant zoals Flight2Start, CheapTickets.com, Orbitz.com (Aquaonline.com), Travelport, Travelwire, THOR, Travel 2, Avis, Century 21, Travel 4, TRUST International, Neat Group, WizCom, Shepherd Systems, Ebookers.com, Ebookers.nl, Cendant Travel, RatesToGo.com, Lodging.com en HotelClub.com, deze gebruiken allen data van Galileo.
Tevens zijn er internetportalen en CRS'en van derden, zoals Salieri Online Booking Engine, Hitchhiker, BookXpress, ATP CRS, Tickotel/Ciderhouse, Datalex, op Galileo aangesloten.
NL: ATP/startravel.nl
Galileo is direct verbonden met Atpco, een computersysteem waarin de laatste prijsinformatie van de meeste luchtvaartmaatschappijen is opgeslagen.
Galileo is een lid van AACO, OTA, ATA, SITA Sc en IATA en klant van SITA Inc.
Het systeem heeft rechtstreeks toegang tot de laag geprijsde vluchten van de deelnemende luchtvaartmaatschappijen Aloha Airlines, American Airlines, Continental Airlines, Delta Air Lines, Northwest Airlines, United Airlines en US Airways.
Leveranciers van vluchtgegevens zijn o.a. de leden van de allianties, Skyteam, Oneworld Alliance, en Star Alliance.

## Software
Aan reisbureaus en luchtvaartmaatschappijen levert Galileo voor koppeling met de database o.a. de volgende software: Focalpoint, Agency Private Fares, Airline Private Fares, Airline Public Fares.
De reisbureaus kunnen met het real time reserveringssysteem Focalpoint van Galileo prijzen en beschikbaarheid van de vluchten in de centrale computer opvragen, hiermee reclame maken en deze bij opdracht direct reserveren.

## Marktaandeel
| Galileo                                                                       | 2000 | 2001 | 2002 | 2003 | 2004 | 2005   | 2006 | 2007 | 2008 |
| ----------------------------------------------------------------------------- | ---- | ---- | ---- | ---- | ---- | ------ | ---- | ---- | ---- |
| Wereldwijd aandeel in luchtvaartreserveringen %                               |      |      | 27,7 |      |      |        |      |      |      |
| Aantal aansluitingen met luchtvaartmaatschappijen.                            |      |      |      |      |      | 503    |      |      |      |
| Aantal aansluitingen met hotelorganisaties.                                   |      |      |      |      |      | 227    |      |      |      |
| Aantal aansluitingen met hotels.                                              |      |      |      |      |      | 51000  |      |      |      |
| Aantal aansluitingen met touroperators.                                       |      |      | 368  |      |      |        |      |      |      |
| Aantal aansluitingen met autoverhuurorganisaties.                             |      |      | 33   |      |      |        |      |      |      |
| Software - Revenue management - Geleverd aan aantal luchtvaartmaatschappijen. |      |      |      |      |      |        |      |      |      |
| Software - Aantal geleverd aan reisbureaus.                                   |      |      |      |      |      | 47.000 |      |      |      |
| Software - Passagiersbeheer - Aantal geleverd aan luchtvaartmaatschappijen.   |      |      |      |      |      |        |      |      |      |
| Galileokantoren in aantal landen.                                             |      |      | 116  |      |      |        |      |      |      |
| Aantal werknemers.                                                            |      |      |      |      |      | 2000   |      |      |      |

Bron: Galileo
- In Nederland heeft Galileo een marktaandeel van ongeveer 60% in reserveringen. (2005).

## Privacy en transparantie
- In Globale Distributiesystemen, zoals Amadeus GDS, Galileo GDS, Worldspan of Sabre resulteert code sharing tot dezelfde vlucht met verschillende vluchtnummers, deze vlucht wordt uitgebreid onder verschillende vluchtnummers op de eerste pagina geëtaleerd, met als gevolg dat de andere luchtvaartmaatschappijen op de tweede pagina belanden waardoor ze waarschijnlijk niet bekeken worden door passagiers die een vlucht zoeken.

- Kritiek op code sharing is naar voren gebracht door consumentenorganisaties zoals de Consumentenbond en de Kamers van Koophandel met als klacht dat er niet voldoende transparantie is voor passagiers en dat het systeem verwarrend werkt, tot nu toe zonder enig succes.

- Alle reserveringen die wereldwijd gemaakt worden met Galileo, dus ook die in Nederland, worden opgeslagen in Denver, de gegevens die hierbij opgeslagen worden zijn derhalve door het gebruik van Capps en Capps II, onder controle van de CIA en FBI.

- Privacyorganisaties maken zich zorgen om deze ontwikkeling, omdat niet duidelijk is welke gegevens er gebruikt worden door Capps en zijn opvolger Capps II.

## Geschiedenis
De geschiedenis van Galileo International begint in de VS, in 1971 toen United Airlines het Apollo computerreserveringssysteem (CRS) introduceerde, voor luchtvaartreserveringen in haar eigen kantoren, voor automatisering van stoelreservering, boeking, en tracking. In 1976 creëerde United the Apollo Travel Services (ATS) division, de Apollo CRS werd gebruikt als reserverings/verkoopkanaal naar reisagenten in Noord-Amerika en Japan.
Begin jaren 80 werden reserveringsmogelijkheden voor hotel en autohuur aan het systeem toegevoegd.
In 1986 werd Apollo Travel Services hernoemd naar Covia Corporation en werd een dochteronderneming van United Airlines.
Om de toenemende vraag naar geautomatiseerde reserveringsdiensten in Europa tegemoet te komen, richtte Covia in juli 1987 samen met British Airways, Swissair en KLM het Europese bedrijf Galileo Company Ltd op. In hetzelfde jaar traden ook Alitalia, Austrian Airlines, Aer Lingus, TAP Portugal toe, in 1988 gevolgd door Sabena en Olympic Airways. Het Galileo computerreserveringssysteem werd in 1989 in gebruik genomen in Swindon bij Londen en nam de functies over van de reserveringssystemen van de deelnemende nationale luchtvaartmaatschappijen, zoals KLM's Corda systeem.
In de Verenigde Staten verkocht United Airlines in 1988 50% van Covia aan USAir, British Airways, Swissair, KLM, en Alitalia en werd de naam van het bedrijf in "Covia Partnership" veranderd.
In 1989 werden ook Air Canada, Austrian Airlines, Aer Lingus, TAP, Sabena, en Olympic Airways mede-eigenaren van Covia. Op dit hoogtepunt waren 11 luchtvaartmaatschappijen eigenaar van Covia.
In 1993 werden Covia en het Europese Galileo samengevoegd tot Galileo International, en werden alle computeroperaties geconsolideerd in de Verenigde Staten. Galileo's Europese computercentrum werd gesloten.
In 1997 werd Galileo International naar de beurs gebracht, met noteringen in New York en op de Chicago Stock Exchanges.
Sinds oktober 2001 is Galileo eigendom van Cendant Corporation, als onderdeel van Cendants Travel Distribution division.